# Nigeria i olympiska sommarspelen 1968
Nigeria deltog med 36 deltagare vid de olympiska sommarspelen 1968 i Mexico City. Ingen av landets deltagare erövrade någon medalj.